# (400089) 2006 SH385
(400089) 2006 SH385 es un asteroide perteneciente al cinturón de asteroides, descubierto el 29 de septiembre de 2006 por Andrew Becker desde el Observatorio de Apache Point, Sunspot (Nuevo México), Estados Unidos.

## Designación y nombre
Designado provisionalmente como 2006 SH385.

## Características orbitales
2006 SH385 está situado a una distancia media del Sol de 3,029 ua, pudiendo alejarse hasta 3,340 ua y acercarse hasta 2,718 ua. Su excentricidad es 0,102 y la inclinación orbital 13,36 grados. Emplea 1925,65 días en completar una órbita alrededor del Sol.

## Características físicas
La magnitud absoluta de 2006 SH385 es 16,2.